# Théorème de Montel
En analyse complexe, il existe deux théorèmes portant le nom de Paul Montel, donnant tous deux des conditions pour qu'une famille de fonctions holomorphes soit normale.

## Caractérisation des familles normales
Soit {\displaystyle U} un ouvert du plan complexe. On note {\displaystyle H(U)} l'ensemble des fonctions holomorphes de {\displaystyle U} dans le plan complexe. Paul Montel a démontré le résultat suivant :

Une partie de {\displaystyle H(U)} est normale si et seulement si elle est bornée sur tout compact de {\displaystyle U}. 
Autrement dit, les compacts de {\displaystyle H(U)} sont les fermés bornés ; on dit aussi que {\displaystyle H(U)} est un espace de Montel.
Ce théorème se démontre à l'aide du théorème d'Arzela-Ascoli.

## Famille évitant deux valeurs
Une version plus forte du théorème de Montel, appelée parfois le test fondamental de normalité (en) est l'énoncé suivant :

Soit {\displaystyle {\mathcal {F}}\subset H(U)} une famille de fonctions holomorphes. Si {\displaystyle {\mathcal {F}}} évite deux valeurs, c'est-à-dire qu'il existe {\displaystyle a,b\in \mathbb {C} } distincts tels que pour tout {\displaystyle f\in {\mathcal {F}}}, on a {\displaystyle a,b\notin f(U)}, alors {\displaystyle {\mathcal {F}}} est une famille normale de {\displaystyle H(U)}.
Ce théorème a joué un rôle crucial dans le développement de la dynamique holomorphe par Pierre Fatou et Gaston Julia.
Il permet également de démontrer les théorèmes de Picard.